# Carex leporinella
Carex leporinella är en halvgräsart som beskrevs av Kenneth Kent Mackenzie. Carex leporinella ingår i släktet starrar, och familjen halvgräs. Inga underarter finns listade i Catalogue of Life.